# Taiwan-Rückgabe-Tag

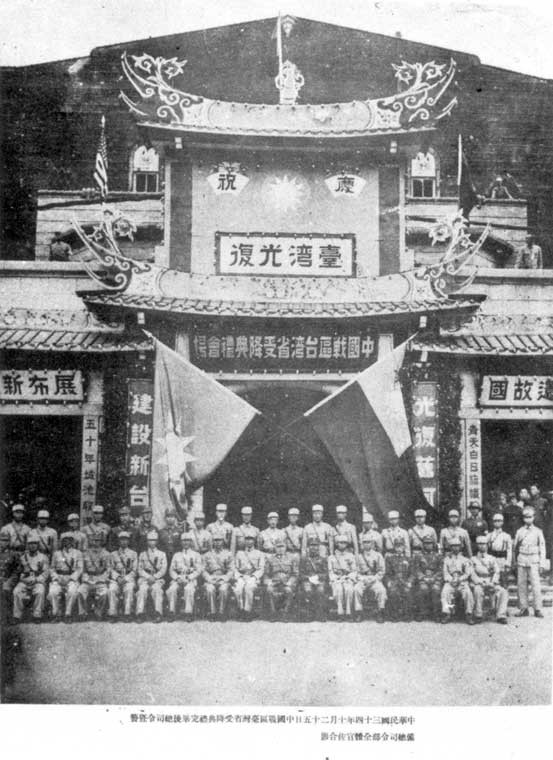
Taiwan-Rückgabe-Tag

Der Taiwan-Rückgabe-Tag (chinesisch 臺灣光復節 / 台湾光复节, Pinyin Táiwān guāngfùjié, Zhuyin ㄊㄞˊ ㄨㄢ ㄍㄨㄤ ㄈㄨˋ ㄐㄧㄝˊ) ist ein jährlicher Gedenktag in der Republik China (Taiwan), an dem der Befreiung Taiwans und der Penghu-Inseln von der Besetzung durch Japan (1895–1945) am 25. Oktober 1945 gedacht wird. In Folge der Niederlage der Besatzungsmacht Japan im Zweiten Weltkrieg wurden an diesem Tag die Inseln Taiwan und Penghu an die Republik China übergeben. Der Taiwan-Rückgabe-Tag ist neben dem Nationalfeiertag einer der zwei höchsten Feiertage der Republik China.
Die kommunistische Volksrepublik China beansprucht bis heute die Inseln Taiwan und Penghu (siehe Taiwan-Konflikt).